# Kamień runiczny z Örby
Kamień runiczny z Örby (U 1011) – jeden z kilku kamieni runicznych znajdujących się na terenie Parku Uniwersyteckiego przed Uniwersytetem w Uppsali. Wykonany z czerwonego granitu, ma 1,6 m wysokości.
Kamień pochodzi z XI wieku, pierwotnie znajdował się w Örby w parafii Rasbo (gmina Uppsala). W połowie XVII wieku został stamtąd zabrany przez Olofa Vereliusa, który ustawił go na terenie swojego ogrodu w Uppsali. Po śmierci Vereliusa przeszedł na własność Olofa Celsiusa, który przeniósł kamień na swoją farmę.
W 1867 roku kamień został wystawiony w pawilonie szwedzkim na wystawie światowej w Paryżu. Podczas podróży powrotnej do Szwecji głaz spadł przy załadunku w porcie w Hawrze i przeleżał trzy dekady pod wodą. Wydobyto go dopiero podczas pogłębiania kanału w latach 90. XIX wieku i zwrócono do Uppsali. Pod koniec lat 40. XX wieku został ustawiony na terenie tamtejszego Parku Uniwersyteckiego.
Inskrypcja wyryta została na dwu ścianach kamienia, przy czym na stronie prawej runy pisane są w odbiciu lustrzanym. Jej treść głosi:
uihmuntr ' lit ' agua * stain * at ' sig ' selfon ' slyiastr ' mono ' guþ ' ia[l]bi (s)ial ' uihmuntar * styrimons
uihmuntr * auk ' afiriþ : eku merki ' at kuikuan * sik
co znaczy:
Vigmund kazał kamień wyryć dla siebie samego, najzręczniejszego z mężczyzn. Boże, pomóż duszy Vigmunda, wodza okrętu.
Vigmund i Afrið rytowali pomnik dla siebie żyjącego (= gdy Vigmund żył).
Jest to jeden z nielicznych przypadków, gdy zleceniodawca ufundował kamień runiczny dla uczczenia samego siebie.